# Bisaran
Bisaran (en persa: بيساران, romanitzat com Bīsārān i Beysāran; també conegut com Bhasran) és un poble de majoria kurda del districte rural de Bisaran, al districte central del comtat de Sarvabad, a la província del Kurdistan, a l'Iran.

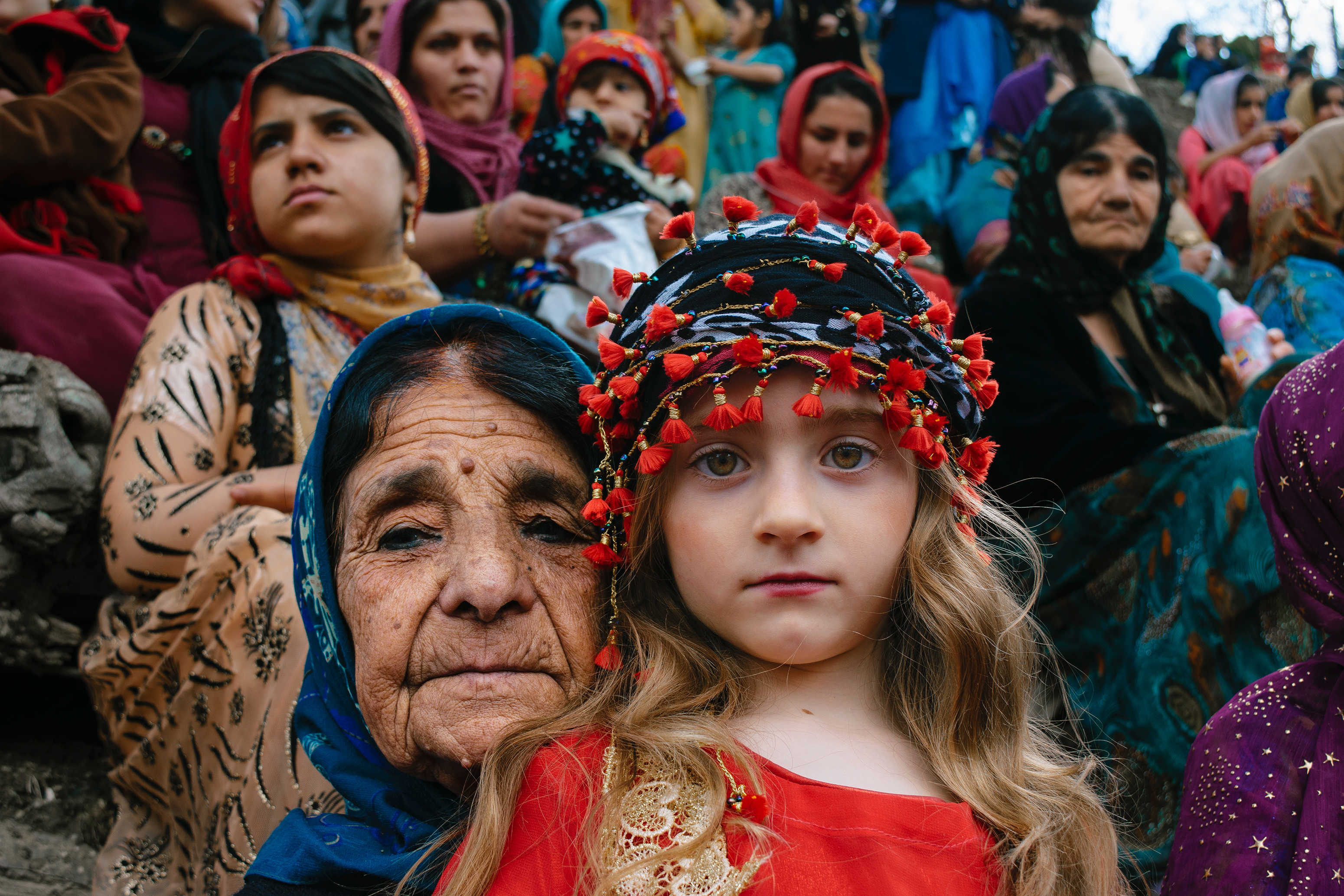
Família kurda a Bisaran